# Zelt-Musik-Festival

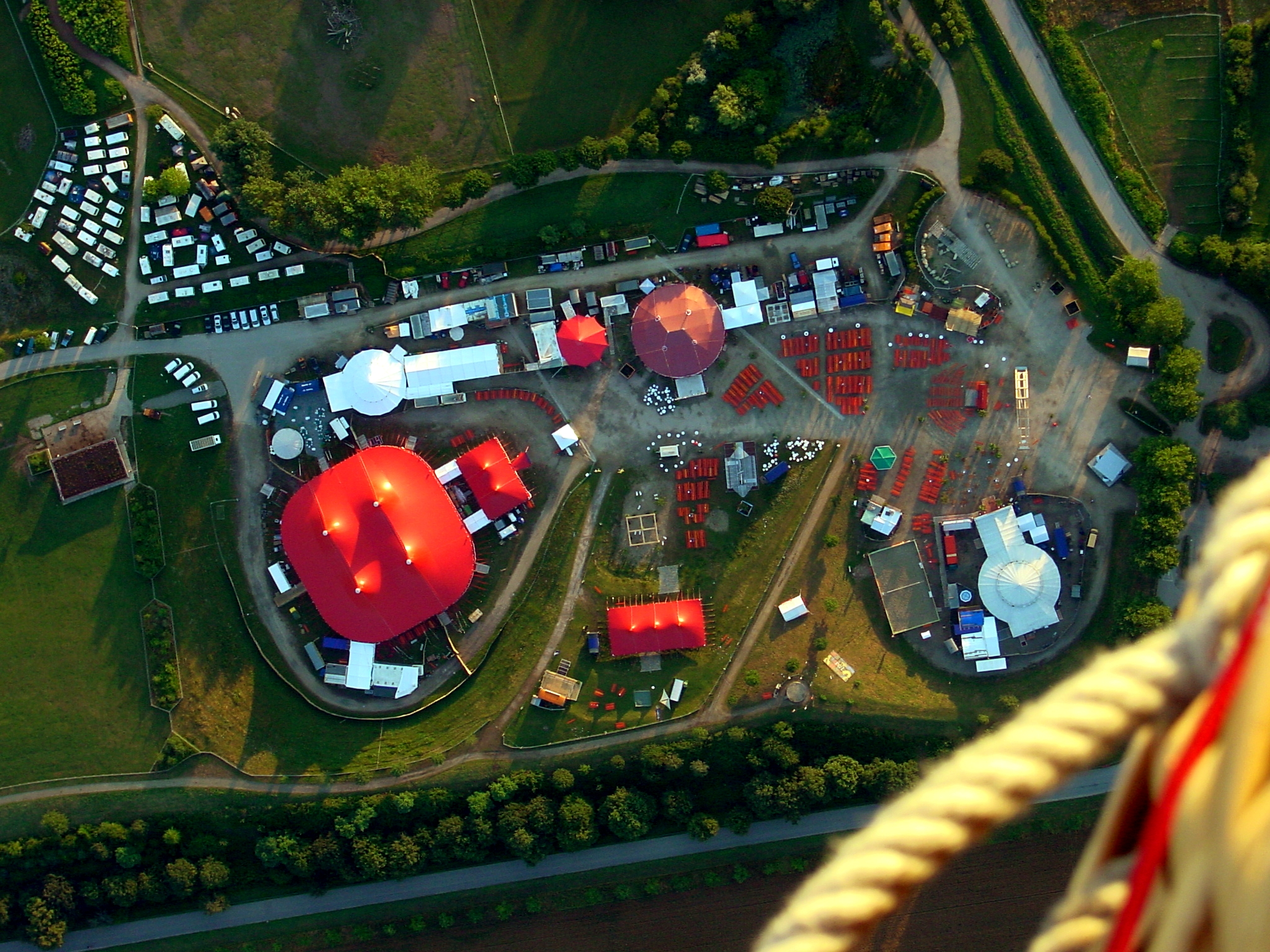
Vue aérienne du site du festival

Le Zelt-Musik-Festival est un festival de musique qui a lieu en été depuis 1983 près de Fribourg-en-Brisgau en Allemagne. Il rassemble près de 120 000 spectateurs chaque année, pour des concerts variés de différents styles de musiques, mais aussi du théâtre, du cabaret et du sport. C'est le plus grand et le plus ancien festival du land de Bade-Wurtemberg,.

## Historique

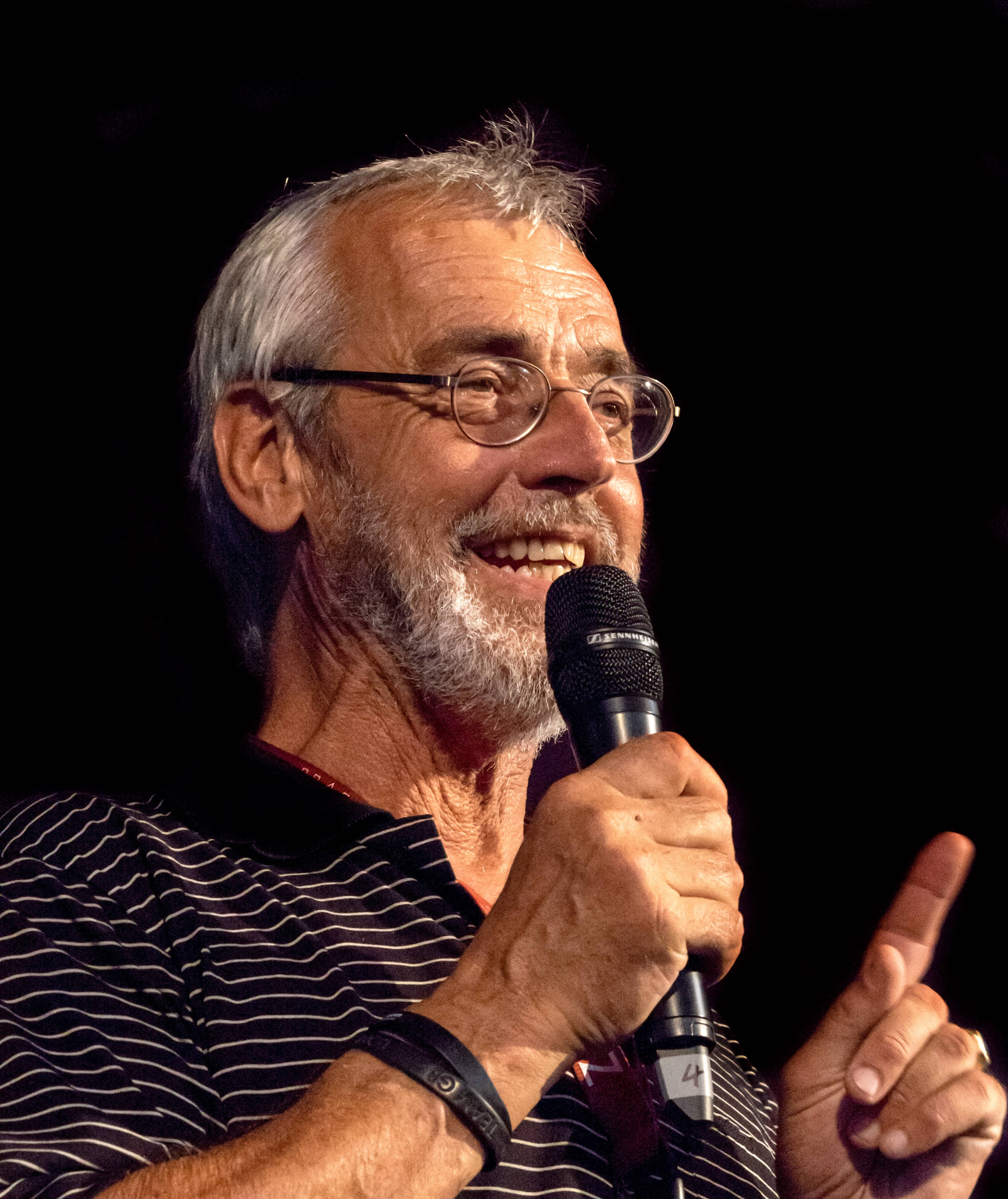
Alexander Heisler, un des fondateurs du festival

Alexander Heisler, Uli Homann et Rolf Böhme (le maire de Fribourg à l'époque) ont fondé le festival en 1983, en tant que suite d'une série d'évènements intitulé "Klassik & Jazz" organisés dans les années 1970 par l'Université de Fribourg.
Les organisateurs ont dû faire face à des difficultés financières dans les années 1970. Depuis 2007, le festival est géré par une structure privée, le Zelt-Musik-Festival GmbH.
Le festival a vu se produire des musiciens tels que Chick Corea (1983), Stan Getz (1984), Narciso Yepes (1986), Al Di Meola, John McLaughlin (1987), Nina Simone (1989), Herbie Hancock, Jimmy Cliff (1991), Chuck Berry (1992), Maceo Parker (1994), Jacques Loussier Trio (1995), Bobby McFerrin (1997), Angelo Branduardi (1999), Status Quo (2000), Al Jarreau (2001), Suzanne Vega (2002), James Brown (2004), Patricia Kaas (2005), Joan Baez (2007), Simple Minds (2010), Patti Smith (2012), Gipsy Kings (2016), Selah Sue (2018), Sophie Hunger, Loreena McKennitt (2019) etc.

## Galerie

Le Zelt-Musik-Festival 2015